# 1990 NBA Draft
1990 NBA Draft – National Basketball Association Draft, który odbył się 27 czerwca 1990 w Nowym Jorku.

## Legenda
Pogrubiona czcionka – wybór do All-NBA Team.
|  | - występ w NBA All-Star Game. |

Gwiazdka (*) - członkowie Basketball Hall of Fame.

## Runda pierwsza
| Nr | Zawodnik               | Narodowość                | Drużyna NBA            | College/Drużyna                 |
| -- | ---------------------- | ------------------------- | ---------------------- | ------------------------------- |
| 1  | Derrick Coleman (PF/C) | Stany Zjednoczone         | New Jersey Nets        | Syracuse University             |
| 2  | Gary Payton (PG)       | Stany Zjednoczone         | Seattle SuperSonics    | Oregon State University         |
| 3  | Chris Jackson (SG)     | Stany Zjednoczone         | Denver Nuggets         | Louisiana State University      |
| 4  | Dennis Scott (SG/SF)   | Stany Zjednoczone         | Orlando Magic          | Georgia Institute of Technology |
| 5  | Kendall Gill (SG)      | Stany Zjednoczone         | Charlotte Hornets      | University of Illinois          |
| 6  | Felton Spencer (C)     | Stany Zjednoczone         | Minnesota Timberwolves | University of Louisville        |
| 7  | Lionel Simmons (SF)    | Stany Zjednoczone         | Sacramento Kings       | La Salle University             |
| 8  | Bo Kimble (SG)         | Stany Zjednoczone         | Los Angeles Clippers   | Loyola University               |
| 9  | Willie Burton (SG)     | Stany Zjednoczone         | Miami Heat             | University of Minnesota         |
| 10 | Rumeal Robinson (PG)   | Stany Zjednoczone         | Atlanta Hawks          | University of Michigan          |
| 11 | Tyrone Hill (PF)       | Stany Zjednoczone         | Golden State Warriors  | Xavier University               |
| 12 | Alec Kessler (PF)      | Stany Zjednoczone         | Houston Rockets        | University of Georgia           |
| 13 | Loy Vaught (PF)        | Stany Zjednoczone         | Los Angeles Clippers   | University of Michigan          |
| 14 | Travis Mays (PG)       | Stany Zjednoczone         | Sacramento Kings       | University of Texas             |
| 15 | Dave Jamerson (SG)     | Stany Zjednoczone         | Miami Heat             | Ohio University                 |
| 16 | Terry Mills (SF)       | Stany Zjednoczone         | Milwaukee Bucks        | University of Michigan          |
| 17 | Jerrod Mustaf          | Stany Zjednoczone         | New York Knicks        | University of Maryland          |
| 18 | Duane Causwell (C)     | Stany Zjednoczone         | Sacramento             | Temple University               |
| 19 | Dee Brown (SG)         | Stany Zjednoczone         | Boston Celtics         | Jacksonville University         |
| 20 | Gerald Glass (SF/SG)   | Stany Zjednoczone         | Minnesota Timberwolves | University of Mississippi       |
| 21 | Jayson Williams (PF/C) | Stany Zjednoczone         | Phoenix Suns           | St. John’s University           |
| 22 | Tate George (SG)       | Stany Zjednoczone         | New Jersey Nets        | University of Connecticut       |
| 23 | Anthony Bonner         | Stany Zjednoczone         | Sacramento Kings       | University of Saint Louis       |
| 24 | Dwayne Schintzius (C)  | Stany Zjednoczone         | San Antonio Spurs      | University of Florida           |
| 25 | Alaa Abdelnaby (PF)    | Egipt · Stany Zjednoczone | Portland Trail Blazers | Duke University                 |
| 26 | Lance Blanks           | Stany Zjednoczone         | Detroit Pistons        | University of Texas             |
| 27 | Elden Campbell (PF/C)  | Stany Zjednoczone         | Los Angeles Lakers     | Clemson University              |

Gracze spoza pierwszej rundy tego draftu, którzy wyróżnili się w czasie gry w NBA to: Toni Kukoč, Carl Herrera, Jud Buechler, Antonio Davis, Cedric Ceballos.